# فيليكس غيوفريون
فيليكس غيوفريون هو سياسي كندي، ولد في 3 أكتوبر 1832 في فارين في كندا، وتوفي في 7 أغسطس 1894 في Verchères ‏ في كندا. نشط حزبياً في الحزب الليبرالي الكندي. وقد انتخب عضو مجلس العموم الكندي.